# Fratelli, amori e tanti guai
(Tagline del film)
Fratelli, amori e tanti guai (Gray Matters) è una commedia romantica del 2006 scritta e diretta da Sue Kramer. Nei passaggi televisivi italiani il titolo del film è diventato  "Fratelli, amori e tanti guai"

## Trama
Gray e suo fratello Sam sono inseparabili, vivono insieme a New York, hanno la stessa passione per i musical, sono agli inizi di brillanti carriere professionali (lei lavora in una agenzia pubblicitaria, lui sta facendo l'internato come cardiochirurgo), ma nessuno dei due ha una vita sentimentale, al di fuori del loro rapporto simbiotico. Quando si rendono conto che agli occhi degli estranei e perfino degli amici appaiono come una coppia affiatata, capiscono che è tempo di darsi da fare per trovare anche l'amore e una certa indipendenza l'uno dall'altra.
Portando a spasso un cane al parco, Gray riesce a trovare subito una donna ideale per Sam: Charlie, zoologa marina appena arrivata in città da San Francisco, bella, intelligente e spiritosa. Dopo una sola serata insieme, Sam e Charlie si innamorano l'uno dell'altro al punto da decidere di andare a sposarsi a Las Vegas.
Alla vigilia del matrimonio, Gray e Charlie trascorrono una bella serata per la festa di addio al nubilato, al termine della quale, ubriache, finiscono per baciarsi. Il giorno dopo Charlie non ricorda nulla e si sposa come da programma, mentre Gray è ossessionata dall'avere scoperto di essere affascinata da una donna, che ora per di più è la moglie di suo fratello.
La sua bizzarra terapista, la dottoressa Sidney, non le è di aiuto per chiarirsi le idee sulla propria identità sessuale quanto invece il tassista scozzese e aspirante attore Gordy, che diventa suo buon amico quando Gray, dopo aver rivelato al fratello quanto successo a Las Vegas, è costretta ad andarsene di casa.
Alla fine Sam accetterà di riconciliarsi con la sorella/migliore amica, per non perdere un rapporto così importante, e Gray avrà il coraggio di fare coming out, trovando una serenità ed una sicurezza di sé che non aveva mia posseduto.

## Accoglienza
Il film si è rivelato un flop guadagnando 944.479 dollari americani in tutto il mondo., su un budget di 2 milioni di dollari.